# Dipartimento per le politiche di coesione
Il Dipartimento per le politiche di coesione è il dipartimento, incardinato presso la Presidenza del Consiglio dei ministri, che opera nell'attività funzionale al coordinamento, alla programmazione ed all'attuazione delle politiche di coesione e di sviluppo territoriale.
È stato istituito con DPCM 15 dicembre 2014, acquisendo parte delle funzioni del soppresso Dipartimento per lo sviluppo e la coesione economica (DPS), e specificandone, con un distinto decreto, le relative competenze.
Nel governo Meloni le deleghe per la coesione sono affidate al Ministro per gli affari europei, le politiche di coesione e il PNRR Tommaso Foti.

## Evoluzione storica
Nel 1998, nel quadro della riorganizzazione del Ministero del tesoro, del bilancio e della programmazione economica, fu istituito il Dipartimento per le politiche di sviluppo e di coesione (DPS), con competenze in materia di interventi per lo sviluppo economico settoriale e territoriale, vigilanza sull'azione pubblica nelle aree depresse, utilizzazione dei fondi strutturali comunitari, studio e pianificazione degli interventi di sviluppo a livello locale e regionale.
Nel 2001 confluì nel costituendo Ministero dell'economia e delle finanze e nel 2006 fu trasferito presso il Ministero dello sviluppo economico, assumendo nel 2008 la denominazione di Dipartimento per lo sviluppo e la coesione economica. In quest'ultima configurazione, si articolava in tre direzioni generali: politica regionale unitaria comunitaria, politica regionale unitaria nazionale e incentivazione delle attività imprenditoriali.
Nel 2014 fu soppresso trasferendo le sue funzioni in parte al nuovo Dipartimento per le politiche di coesione, in parte alla neo-istituita Agenzia per la coesione territoriale e, per i compiti afferenti alla Direzione generale per l'incentivazione delle attività imprenditoriali, allo stesso Ministero dello sviluppo economico.

## Funzioni
Secondo la disciplina istitutiva, il Dipartimento per le politiche di coesione:
- propone misure di coesione e di sviluppo regionale da realizzarsi con risorse aggiuntive dei fondi strutturali comunitari e del fondo per lo sviluppo e la coesione, elaborando i dati relativi alla loro attuazione;
- svolge attività di programmazione finanziaria degli interventi in materia di coesione;
- supporta l'autorità politica nei rapporti con le istituzioni dell'Unione europea e con le Amministrazioni nazionali per le attività di definizione e programmazione delle politiche di coesione;
- istruisce e predispone le proposte relative alle misure straordinarie volte ad accelerare gli interventi, al fine della tempestiva utilizzazione delle risorse assegnate;
- vigila sull'Agenzia per la coesione territoriale;
- svolge compiti di coordinamento ed attivazione del contratto istituzionale di sviluppo;
- elabora proposte di atti deliberativi al CIPE relativi alle attività di competenza.

Le funzioni del Dipartimento sono altresì disciplinate dalla normativa concernente l'ordinamento delle strutture generali della Presidenza del Consiglio dei Ministri. In base a tale regolamentazione, il Dipartimento:
- cura il raccordo con le amministrazioni statali e regionali per la predisposizione della programmazione economica e finanziaria e di destinazione territoriale delle risorse della politica di coesione europea e nazionale miranti ad accrescere la coesione territoriale, anche ai fini dell'adozione degli atti di indirizzo e di programmazione relativi all'impiego dei fondi a finalità strutturale dell'Unione europea, nonché all'impiego del Fondo per lo sviluppo e la coesione da realizzare in forma integrata con le risorse europee per lo sviluppo regionale;
- promuove e coordina i programmi e gli interventi finanziati dai fondi strutturali, i programmi finanziati dal Fondo per lo sviluppo e la coesione, nonché le attività di valutazione delle politiche di coesione;
- raccoglie ed elabora, in collaborazione con le amministrazioni statali e regionali competenti, informazioni e dati sull'attuazione dei programmi operativi dei fondi a finalità strutturale dell'Unione europea, nonché sull'attuazione del Fondo per lo sviluppo e la coesione;
- supporta il Presidente nei rapporti con le istituzioni dell'Unione europea relativi alla fase di definizione delle politiche di sviluppo regionale e di verifica della loro realizzazione, predisponendo, se necessario, proposte di riprogrammazione;
- raccoglie ed elabora informazioni, dati e analisi in materia di sviluppo regionale.

## Organizzazione
Il Dipartimento si articola in un Ufficio di livello dirigenziale generale, l'Ufficio per le politiche di coesione, e in due servizi di livello dirigenziale. L'Ufficio per le politiche di coesione svolge attività di impulso, programmazione, sorveglianza sull'attuazione delle politiche di coesione; svolge altresì funzioni di supporto normativo nelle materie di competenza e vigila sull'Agenzia per la coesione territoriale.
L'Ufficio si articola nei seguenti Servizi:
- Servizio Analisi, definizione delle politiche e della programmazione:
  - svolge attività di elaborazione analitica e statistica sugli aspetti socio-economici territoriali, strutturali e tendenziali, e su andamenti e prospettive delle politiche di sviluppo territoriale;
  - elabora proposte per la definizione delle politiche di coesione e di sviluppo regionale e di cooperazione territoriale da realizzarsi con risorse aggiuntive dei Fondi strutturali comunitari e del Fondo per lo Sviluppo e la coesione;
  - supporta l'autorità politica nei rapporti con le istituzioni dell'Unione europea e con le Amministrazioni nazionali nella fase di definizione e di revisione delle politiche;
  - predispone gli atti di indirizzo e le proposte di programmazione, per l'attuazione delle politiche, con la definizione delle regole di contesto, delle finalizzazioni settoriali e territoriali delle risorse, degli obiettivi e dei risultati attesi;
  - promuove e coordina i processi di definizione dei programmi di individuazione degli interventi finanziati con risorse aggiuntive dei Fondi strutturali comunitari e del Fondo per lo Sviluppo e la coesione;
  - elabora proposte di atti deliberativi del CIPE relativi alle attività di competenza.
  - supporta l'Autorità politica nei rapporti con le istituzioni dell'Unione europea e con le Amministrazioni nazionali per le attività di programmazione e riprogrammazione di competenza;
  - si occupa di predisporre proposte di programmazione economica e finanziaria delle risorse della politica di coesione europea e nazionale e di promuovere e coordinare i programmi e gli interventi finanziati dai Fondi strutturali comunitari e dal Fondo per lo Sviluppo e la coesione, anche assicurando il coordinamento della partecipazione italiana ai programmi di cooperazione territoriale, ivi inclusa la definizione delle allocazioni finanziarie annuali e relative variazioni;
  - svolge attività istruttoria dei processi intermedi di revisione della struttura programmatoria tenuto conto degli elementi forniti dall'Agenzia; gestisce i rapporti con le Amministrazioni comunitarie e nazionali responsabili della programmazione finanziaria;
  - verifica la realizzazione dei programmi e degli interventi ed elabora le proposte di riprogrammazione;
  - redige i contributi per i documenti istituzionali, previsti in ambito comunitario e nazionale, in materia di programmazione economica e di politiche di sviluppo e coesione;
  - elabora proposte di atti deliberativi del CIPE relativi alle attività di competenza.

- Servizio rilevazioni informative, open coesione, misure straordinarie per l'attuazione, nonché supporto giuridico e gestione strumenti attuativi:
  - cura i rapporti con l'Agenzia per la coesione territoriale nelle materie di competenza;
  - svolge studi, analisi e ricerche sui temi di interesse;
  - acquisisce ed elabora i dati relativi all'attuazione dei Programmi e degli interventi finanziati, nell'ambito delle politiche di coesione, dai fondi strutturali europei e dalle risorse nazionali aggiuntive del Fondo per lo Sviluppo e la coesione, inclusi i risultati delle specifiche attività di valutazione e verifica;
  - si occupa dell'istruttoria e della predisposizione delle proposte sulle opportune misure di accelerazione degli interventi, finalizzate alla tempestiva utilizzazione delle risorse assegnate;
  - cura l'istruttoria per l'attivazione dei poteri sostitutivi ed il coordinamento della successiva fase attuativa;
  - elabora proposte deliberative per il CIPE nelle materie di competenza; coordina il processo di diffusione al pubblico delle informazioni raccolte di rilievo, attraverso procedure open data;
  - svolge l'istruttoria per la vigilanza di competenza dell'Ufficio nei confronti dell'Agenzia per la coesione territoriale; fornisce consulenza giuridica e legislativa; gestisce i rapporti con l'Avvocatura Generale dello Stato e con l'Ufficio legislativo della Presidenza del Consiglio dei ministri;
  - predispone schemi di atti normativi e di provvedimenti generali nelle materie di competenza;
  - cura i rapporti convenzionali con le società in house per la migliore attuazione delle politiche di coesione;
  - elabora proposte deliberative per il CIPE nelle materie di competenza.

Il Dipartimento può avvalersi, per rafforzare l'attuazione della politica di coesione ed assicurare il perseguimento dei propri obiettivi, dell'Agenzia nazionale per l'attrazione degli investimenti e lo sviluppo d'impresa, anche attraverso il ricorso alle misure di accelerazione degli interventi strategici.

## Elenco dei ministri
L'elenco comprende il nominativo di tutti i ministri che hanno ricoperto la carica a far data dal 2005, col Governo Berlusconi III.